# EP 2 (Crosses)
EP 2 (estilizado como EP ††) é o segundo EP grupo musical estadunidense Crosses. O EP foi auto-lançado em 24 de janeiro de 2012.
 O download disponível no site da banda incluía a versão em alta resolução do encarte, as demos "sementes", bem como um exclusivo vídeo de 10 minutos documentando o processo de gravação dos dois primeiros EPs e clipes curtos de canções, além das músicas em alta qualidade.
EP 2 classificado no N.º 8 na Top Heatseekers da Billboard.'''''

## Lista de faixas
1. "Frontiers" – 4:01
2. "Prurient" – 4:06
3. "Telepathy" – 3:35
4. "Trophy" – 3:52
5. "1987" – 3:11

Nota: assim Como o anterior, todas as músicas (com exceção de 1987) contém a † no lugar da letra 't' em seus títulos.

## Pessoal
EP 2 pessoal adaptado do encarte digital.
Crosses
- Chuck Doom
- Shaun Lopez
- Chino Moreno

Músicos adicionais
- Stephan Boettcher – bandolim
- Molly Carson - chamada de telefone em "Frontiers"
- Chris Robyn – bateria ao vivo

Produção
- Eric Broyhill – masterização
- Cruzes – produção
- Brendan Dekora – engenheiro assistente
- Shaun Lopez – produção, engenharia, de mixagem
- Eric Stenman – engenheiro de mixagem

Arte
- Brooke Nipar – fotografia da capa e contracapa